# Hermann Arnold von Wachtendonk

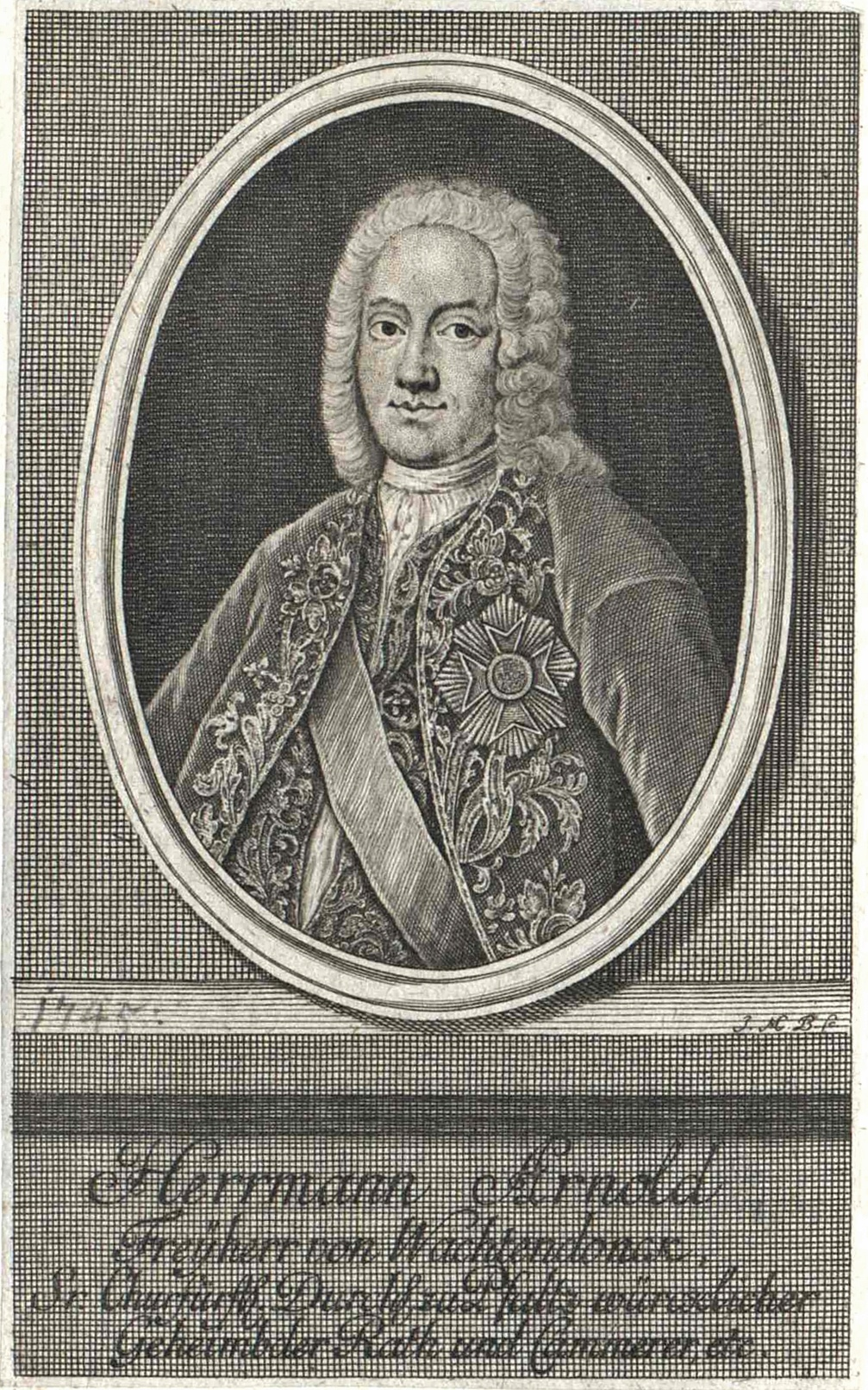
Hermann Arnold von Wachtendonk

Hermann Arnold von Wachtendonk voller Name Wachtendonk-Germenseel (* 1694; † 24. April 1768) war ein Freiherr und kurpfälzischer Konferenzminister.

## Herkunft
Er entstammte dem alten niederrheinischen Adelsgeschlecht der Herren von Wachtendonk und wurde geboren als Sohn der katholischen Eheleute Hermann Adrian von Wachtendonk (1666–1702) und Anna Maria Auguste von Weichs zu Rösberg. Sein Vater fungierte als kurpfälzischer Burggraf von Alzey, wo er auch starb. Er wurde in der Stiftskirche Alzey beigesetzt; dort ist sein Grabstein erhalten.
Bertram Anton von Wachtendonk († 1720), der Bruder des Vaters, war Kommandeur des österreichischen Deutschmeister-Regiments und kaiserlicher Feldmarschallleutnant.
Hermann II. von Wachtendonk († 1704), Bruder des Großvaters und Johannitergroßprior, wirkte als Erzieher des späteren Pfälzer Kurfürsten Johann Wilhelm.

## Leben

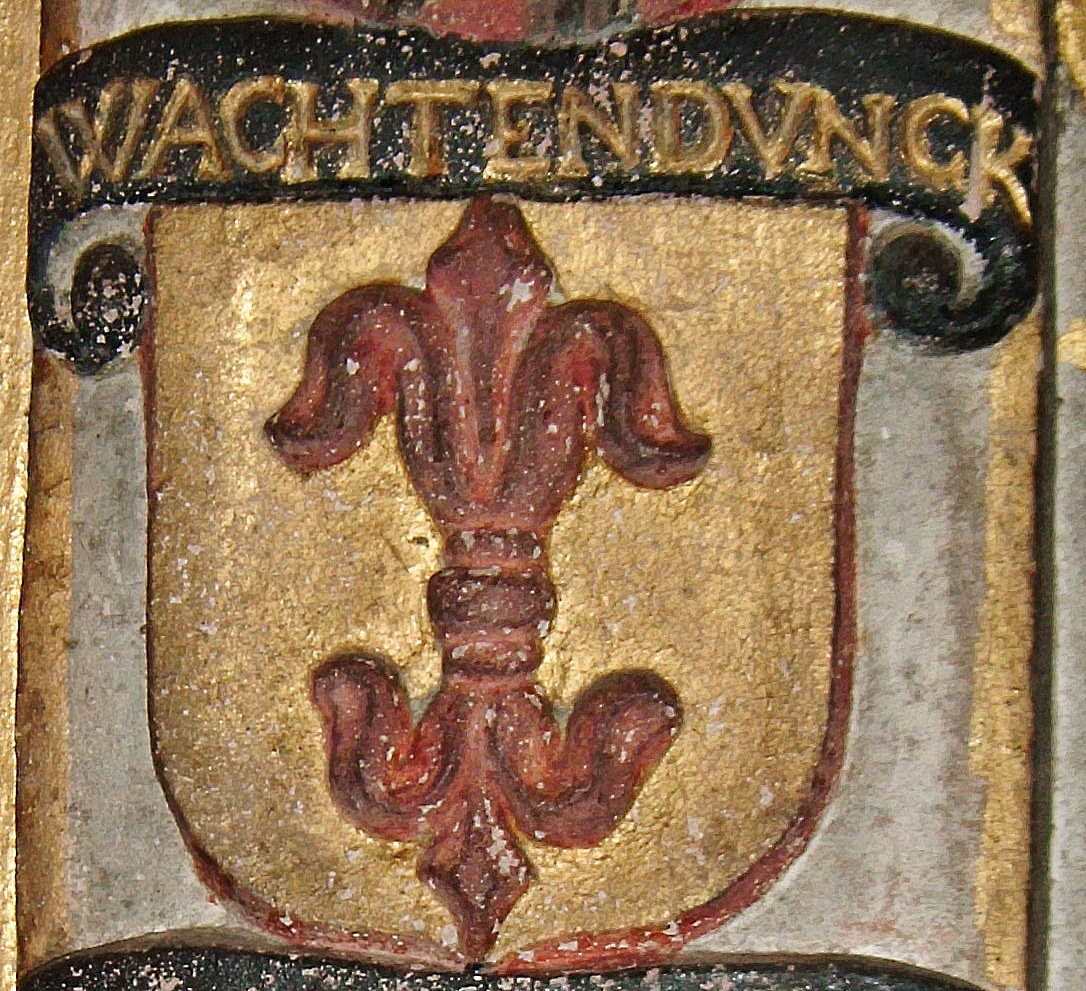
Wappen der Familie von Wachtendonk (1671)

Hermann Arnold von Wachtendonk folgte seinem Vater im Dienst der Pfälzer Herrscher nach. Seit 1719 zählte er zur Klevischen, ab 1723 auch zur Jülichschen Ritterschaft. Er wurde Wirklicher Geheimer Rat, fungierte als Diplomat und avancierte 1743, unter Kurfürst Karl Theodor zum Oberstkämmerer, einem der höchsten Hofbeamten. Zusätzlich führte er den Titel eines Burggrafen von Alzey. Bald danach stieg er zum ersten kurpfälzischen Minister und zum Landhofmeister bzw. Statthalter im Herzogtum Jülich-Berg auf. Alle Ämter leitete er von Mannheim aus. Wachtendonk führte die kurpfälzische Außenpolitik, galt als pro-französisch und versuchte das Land durch größtmögliche Neutralität aus allen Konflikten herauszuhalten. Zu seinen Glanzzeiten galt er als unangefochtener außenpolitischer Führer, gegen Ende der Amtszeit erfolgte eine fortschreitende Entmachtung.   
Hermann Arnold von Wachtendonk war Ritter des Hubertusordens. Mit ihm starb seine Familie im Mannesstamm aus. 
Sein Bruder Johann Edmund († 1759) lebte als Domherr in Münster.
Er hatte auch drei Schwestern, wovon eine Johann Adolph Alexander von Loë (1687–1743), die andere den pfälzischen Freiherrn Ludwig Anton von Hacke (1682–1752) ehelichte. Die dritte heiratete den Adeligen Alexander Adolf von Blanckart und wohnte mit ihm auf Burg Alsdorf bei Aachen.